# Sphinx maurorum
Sphinx maurorum é uma espécie de insetos lepidópteros, mais especificamente de traças, pertencente à família Sphingidae.
A autoridade científica da espécie é Jordan, tendo sido descrita no ano de 1931.
Trata-se de uma espécie presente no território português.